# Reduto de Parazinho
O Reduto de Parazinho localizava-se cerca de sessenta e três quilômetros a oeste da barra do rio Ceará, no litoral norte do estado brasileiro do Ceará.

## História
Esta estrutura é citada por BARRETTO (1958), que informa tratar-se de uma bateria passageira, artilhada com duas peças, que existiu até 1829 (op. cit., p. 97).